# Prima conferenza sul diritto del mare
La Prima conferenza sul diritto del mare si è conclusa positivamente nel 1958 ad opera delle Nazioni Unite. La conferenza delle Nazioni Unite sul diritto del mare si concluse con l'adozione del testo di quattro convenzioni: 
1. sul mare territoriale e la zona contigua
2. sull'alto mare
3. sulla pesca e la conservazione delle risorse biologiche dell'alto mare
4. sulla piattaforma continentale

Le convenzioni di Ginevra costituiscono tuttora, malgrado le loro carenze, il diritto convenzionale vigente fra diversi stati. Da tali convenzioni si deduce indirettamente che il mare territoriale non può oltrepassare le 12 miglia (limite massimo istituibile in materia di polizia doganale, fiscale, sanitaria o d'immigrazione). Riguardo alla piattaforma continentale essa è definita come il letto del mare e il sottosuolo delle regioni sottomarine adiacenti alle coste ma situate al di fuori del mare territoriale, fino ad una profondità di 200 metri o, al di là di tale limite, fino al punto in cui la profondità delle acque sovrastanti permette lo sfruttamento delle risorse naturali delle predette regioni. L'importanza della piattaforma deriva dalla possibilità di estrazione di idrocarburi, ormai generalmente accettata, purché non pregiudichi la condizione di alto mare delle acque sovrastanti. Da notare che non venne minimamente recepita nella convenzione di Ginevra la tendenza di alcuni paesi, in particolare sudamericani, di rivendicare la propria sovranità fino a 200 miglia dalla costa, pratica contrastante con quella generale. La ragione di tale rivendicazione era quella di assicurarsi il controllo delle risorse ittiche indispensabili a quelle nazioni.